# Jules-Gustave Besson

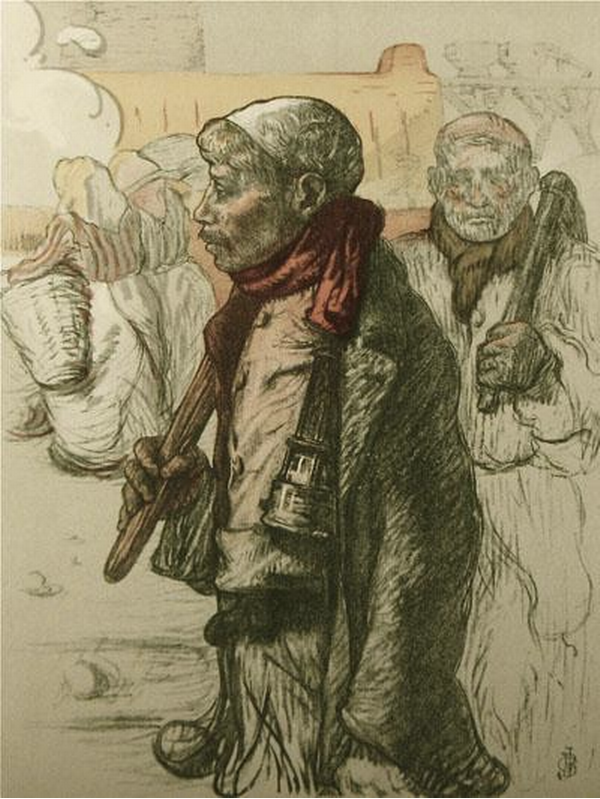
Jules-Gustave Besson. Au pays noir litografia per L'Estampe moderne, vol. II

Jules-Gustave Besson (Parigi, 1º agosto 1868 – Saigon, 1942) è stato un pittore francese.

## Biografia
Jules-Gustave Besson entra all'École nationale supérieure des beaux-arts di Parigi dove, dal 1887 al 1895, segue i corsi di Alexandre Cabanel, di Élie Delaunay e di Gustave Moreau.
All'inizio Besson è segnato dallo stile religioso ma si stacca rapidamente dall'influenza di questi maestri per abbracciare lo stile realista. Egli si rivela sensibile alla condizione operaia del suo tempo sia del suo Paese che dell'Inghilterra. Besson è vicino ai pittori realisti Jules Bastien-Lepage e Pascal Dagnan-Bouveret.
Espone al Salon des artistes français dal 1826 al 1925.
Nel 1925 vince il premio dell'Indocina e l'anno seguente succede ad André Joyeux in qualità di direttore de École d'arts appliqués de Gia Định (Trường Mỹ nghệ thực hành Gia Định) nella banlieue di Saigon situata allora in Cocincina.
Nel 1940 è sostituito da Stéphane Brecq (1894-1955). Il suo lavoro d'amministratore fu simile a quello di Victor Tardieu, direttore dell' École des beaux-arts du Viêt Nam senza vedersi attribuita la stessa importanza. Tuttavia Besson ha incoraggiato i suoi studenti a rinnovarsi, ad aprirsi all'arte fotografica e la sua influenza si è estesa fino alla Cambogia.

## Collezioni pubbliche
- 1895 : Le Christ consolateur, Musée des beaux-arts de Rouen.
- 1896 : Devant Saint-Sulpice, olio su tela, 198 x 151 cm, Musée Charles-de-Bruyères, Remiremont[4].
- 1902 : Les Moissonneurs de lauriers, trittico, Musée des beaux-arts de Marseille.

## Incisioni, illustrazioni
- 1898 : Au Pays noir in L'Estampe moderne (sulla regione del Black Country).